# Novo Selo Požeško
Novo Selo Požeško är en ort i Kroatien.   Den ligger i länet Slavonien, i den östra delen av landet, 140 km öster om huvudstaden Zagreb. Novo Selo Požeško ligger 167 meter över havet och antalet invånare är 414.
Terrängen runt Novo Selo Požeško är kuperad söderut, men norrut är den platt. Runt Novo Selo Požeško är det ganska tätbefolkat, med 90 invånare per kvadratkilometer. Närmaste större samhälle är Požega, 4,4 km nordost om Novo Selo Požeško. I omgivningarna runt Novo Selo Požeško växer i huvudsak lövfällande lövskog.